# Gmina Adams (hrabstwo Dallas)

Położenie Gminy Adams w hrabstwie Dallas

Gmina Adams (ang. Adams Township) – gmina w USA, w stanie Iowa, w hrabstwie Dallas. Według danych z 2000 roku gmina miała 1 082 mieszkańców, a jej powierzchnia wynosi 103,24 km².